# Scomberomorus brasiliensis
Scomberomorus brasiliensis е вид бодлоперка от семейство Scombridae. Видът не е застрашен от изчезване.

## Разпространение и местообитание
Разпространен е в Аруба, Белиз, Бонер, Бразилия, Венецуела, Гватемала, Гвиана, Колумбия, Коста Рика, Кюрасао, Никарагуа, Панама, Саба, Сен Естатиус, Суринам, Тринидад и Тобаго, Френска Гвиана и Хондурас.
Обитава крайбрежията на морета, заливи и рифове. Среща се на дълбочина от 3,3 до 33 m, при температура на водата около 26,4 °C и соленост 37,1 ‰.

## Описание
На дължина достигат до 1,3 m, а теглото им е максимум 6710 g.
Популацията на вида е намаляваща.